# Cobra Mission: Panic in Cobra City
Cobra Mission: Panic in Cobra City es un videojuego para MS-DOS comercializado en 1992 en América del Norte por la ya desaparecida empresa Megatech Software. Este es el primer videojuego hentai comercializado en inglés y español, y ha conseguido un éxito considerable.

## Trama
La trama se desarrolla en una pequeña isla ficticia de Cobra, que se encuentra cerca de la costa de Florida. El protagonista se llama JR, aunque el jugador puede cambiarle el nombre si quiere. Al principio del juego, JR espía a unas chicas que toman el sol en una playa nudista, y rápidamente le atacan algunos matones. JR les vence fácilmente con su pistola, tras lo cual se encuentra con su amiga y amor de secundaria Faythe Watson, quien le comenta que es ilegal llevar armas de fuego en la isla. Faythe le cuenta que están desapareciendo muchas chicas en la isla y que se cree que el cabecilla de la mafia de la isla, Kaiser, es el responsable. JR decide encargarse de resolver el caso.

## Estilo de juego
Cobra Mission tiene una sencilla interfaz point and click. El sistema de lucha muestra la imagen del enemigo atacante y el jugador puede elegir a qué parte del cuerpo desea atacar. Cada personaje tiene una parte del cuerpo especialmente vulnerable que le hace recibir más daño de lo normal.
El juego utiliza un sistema similar en sus numerosas escenas de sexo. Hay un total de cinco escenas de sexo interactivas (así como cuatro no interactivas) en las que el jugador puede elegir un instrumento (manos, labios, etc.) y hacer clic en una parte del cuerpo de la chica. Esto hace que su medidor de placer aumente o disminuya. Si el jugador comete demasiados errores, la chica se enfada y se marcha, mientras que el jugador consigue dejar el medidor de placer al máximo, podrá concluir con éxito la escena.
Cobra Mission incorpora asimismo elementos típicos de los RPG tales como los puntos y niveles de experiencia, que influyen en el daño causado en los ataques así como en la propia resistencia del protagonista.

## Lanzamiento
Cobra Mission fue el primer eroge (videojuego erótico) distribuido en inglés, por lo cual llamó bastante la atención del público en Occidente. Sin embargo, la traducción de los textos tenía numerosos errores gramaticales y ortográficos.